# 印税
印税（いんぜい）とは、著作物を複製して販売等する者（出版社、レコード会社、放送局など）が、発行部数や販売部数に応じて著作権者に支払う著作権使用料の通称である。もとは著作権使用料と引き換えた著者検印紙から印紙税になぞらえて印税と呼ばれるようになったが、政府に納める税金ではない（後述）。
なお、さまざまな方式があるが、よくある方式は、販売額の「一定割合」（○○パーセント）を著作権者に払う、という形で契約を交わす。
書籍類（紙の印刷物）と音楽の複製物とでは、著作権使用料の算出のための「一定割合」の数値の通例値（平均値、ありがちな値）が異なっており、また細かいルールや慣習が異なっている。
なお発行部数などによらずに一度だけ著作者に支払われる著作権使用料は、原稿料と呼ばれる。

## 概要
著作物に関する権利（演奏権、録音権、貸与権、出版権など）は著作者が専有しているが（著作権法21条 - 28条）、レコード会社、出版社、放送局等の利用者も、著作権者の許諾を得れば、その許諾に係る利用方法及び条件の範囲内において当該著作物を利用する事が出来る（著作権法63条）。その際に、利用者が対価として支払うロイヤルティーが印税である。一例として、ライブやカラオケで楽曲が演奏された場合、その楽曲の著作者・著作権者に対して印税が支払われるが、これは著作者の持つ演奏権（著作権法22条）を、コンサート主催者やカラオケ事業者が使用した事により発生した対価である。
なお、レコード製作者や実演家等の著作権を保持しない者に支払われるロイヤルティーを原盤印税、アーティスト印税などと呼ぶ事例もあるが、これらは著作権（著作権法21条 - 28条）ではなく著作隣接権（著作権法90条 - 97条）に基づく分配である。一例として、ライブやカラオケで楽曲が演奏された場合、演奏権（著作権法22条）を有する著作者・著作権者に対して印税が支払われるが、レコード製作者や実演家は演奏権を有しておらず対価が発生しないため印税は支払われない。
また、編曲家は著作権法上は二次的著作物の著作者として作詞家・作曲家と同様の権利を有しているが、実際に印税が支払われるのは「公表時編曲」（楽曲が初めて音源化された際の編曲）に限定されており、カバーやリアレンジ、リミックスされた楽曲の編曲に対しては印税は支払われない。
税という名称が付いているが、印紙税にちなんだロイヤルティーの一種であり、租税ではない。かつては、書籍の著者が、自分の姓を彫った認印を捺した「検印紙」を書籍に貼り、使われた紙の数に応じて支払われていたが、この支払方法が、印紙税納付に似ている事から使われるようになった。

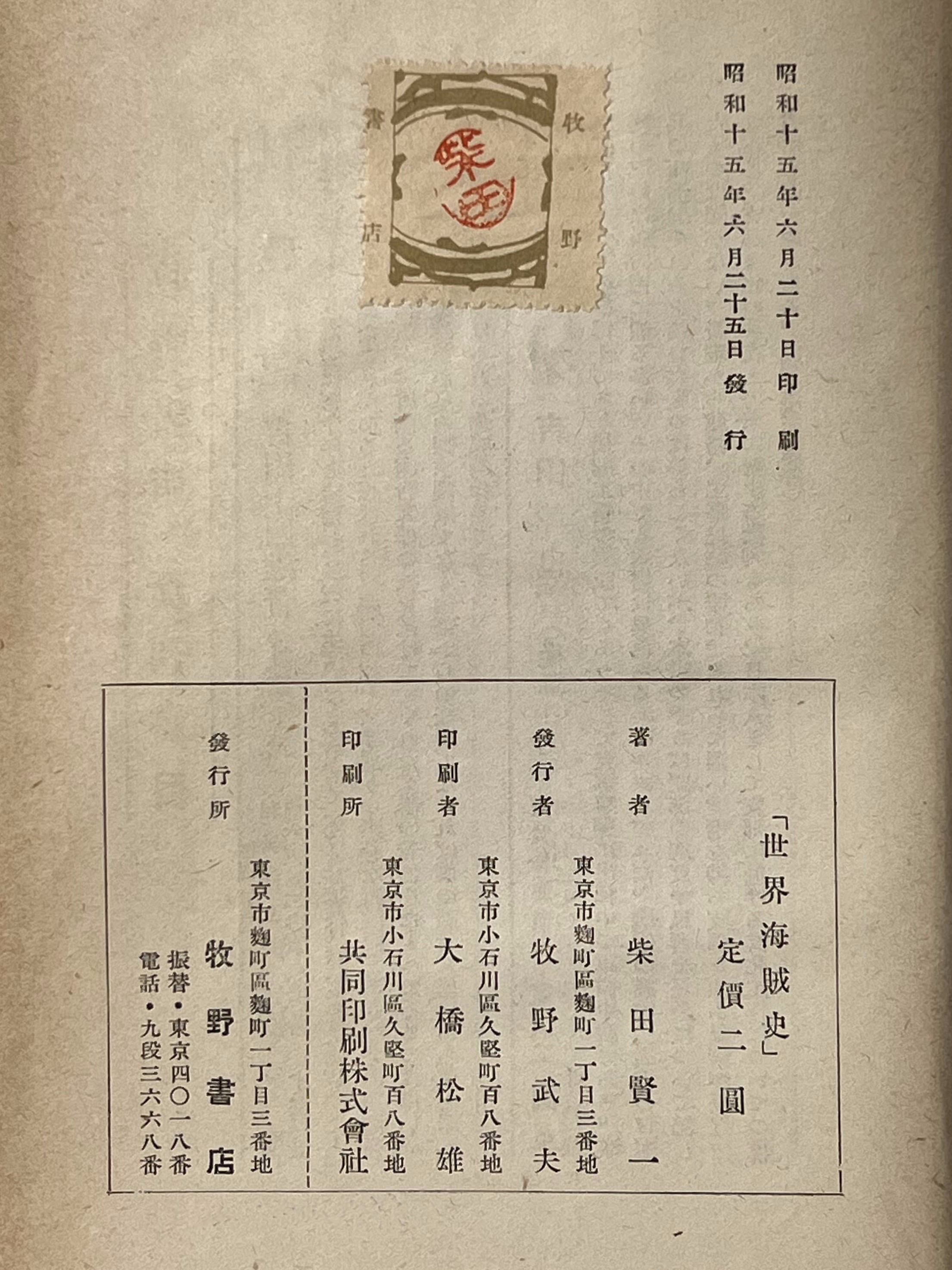
奥付の検印の例

検印紙（紙ではなく奥付ページに印影が直に印刷された「検印欄」の場合もあった）は、1970年代頃までは、出版社が著者に無断で増刷し売れた分の権利料を横取りする「ヤミ増刷」行為を防ぐために添付されていたが、以降は一部の例外を除き「著者との話し合いにより検印廃止」の文言のみが表記されている。現在は文言も消えている事が多い。

## 書籍出版物
書籍出版物の場合、『再販価格×印刷部数（若しくは実売部数）×「一定割合」』の印税が出版社から著者に支払われる。「一定割合」は設定値は法律で定められているわけではなく、自由である。つまり著者と出版社の間の相談によって、一応は自由に設定できるのだが、実際には、ありがちな値、通常の値、つまり「相場」のようなものがある。大手出版社の場合、印税の通例（ありがちな設定、あるいは「相場」）は、消費税抜き本体価格の10%である。中小出版社や文庫本・部数の見込めない新人作家やライターの場合は10%を切ったり（最低保障が5%）、流行作家では3%加算されたりと変動する。無論、著者と出版社の間で交渉して、任意の値に設定することもできる。
印税には、発行印税と売上印税の2種類がある。出版物は通常、出版取次を通じて買戻条件付販売形態を採るので、両者には差異が生ずる。最近では、著者に有利とされる発行印税から、版元に有利とされる売上印税に移行しつつある。電子書籍で出版された場合は、上記とは異なる。

## 音楽

### 著作権印税
著作者の権利（著作権法21条 - 28条）を使用する対価として作詞家・作曲家・編曲家・音楽出版社等の著作者・著作権者に対して支払われる印税。日本音楽著作権協会（JASRAC）によって、レコード会社、テレビ局、ラジオ局、コンサート主催者、カラオケ事業者などの利用者から「著作権使用料」として徴収され、音楽出版社に分配された後、契約に応じて著作者・著作権者に支払われる。日本ではCDの場合は定価の6%、ライブの場合は定価の5%が一般的とされる。2015年の総額は1117億円。うちライブ、カラオケ等の演奏権による徴収額は584億円。CD、DVD等の録音権による徴収額は322億円であった。

### 原盤印税
レコード製作者の権利（著作権法96条 - 97条）を使用する対価としてレコード会社・音楽出版社・芸能プロダクション等のレコード製作者に対して支払われる印税。日本ではCDの場合は定価の12 - 16%、ライブの場合は定価の0%が一般的とされる。二次使用については、日本レコード協会によって、テレビ局、ラジオ局などの利用者から「著作隣接権使用料」として徴収され、各権利者団体に分配された後、契約に応じてレコード製作者に支払われる。なお、レコード製作者は演奏権を有していないため、ライブ、カラオケ等の演奏権に関する使用料が分配される事はない。

### アーティスト印税
実演家の権利（著作権法90条 - 95条）を使用する対価としてアーティスト・スタジオミュージシャン等の実演家に対して支払われる印税で、歌唱印税とも呼ばれる。日本ではCDの場合は定価の1%、ライブの場合は定価の0%が一般的とされる。二次使用については、日本芸能実演家団体協議会によって、テレビ局、ラジオ局などの利用者から「著作隣接権使用料」として徴収され、各権利者団体に分配された後、契約に応じて実演家に支払われる。なお、実演家は演奏権を有していないため、ライブ、カラオケ等の演奏権に関する使用料が分配される事はない。